# Alpaida trilineata
Alpaida trilineata este o specie de păianjeni din genul Alpaida, familia Araneidae. A fost descrisă pentru prima dată de Taczanowski, 1878.
Este endemică în Peru. Conform Catalogue of Life specia Alpaida trilineata nu are subspecii cunoscute.